# I. János jeruzsálemi király
I. (Brienne-i) János (1170/75 – Konstantinápoly, 1237. március 27.), latinul: Ioannes I Brenensis, rex Hierosolymitanus et imperator Romaniae, franciául: Jean I de Brienne, örményül: Ժան Ա դը Բրիեն, Երուսաղեմի արքա, görögül: Iωάννης Α΄ ντε Μπριέν/της Βριέννης, arabul: جان دي بريين, jeruzsálemi király, konstantinápolyi latin társcsászár, örmény trónkövetelő.

## A Jeruzsálemi Királyság élén
Brienne-i János, II. Erhard brienne-i gróf másodszülött fia harmincas évei végén került a történelem porondjára. Eredetileg egyházi pályára szánták, ám őt jobban vonzotta a lovagi lét, és negyvenévnyi lovagi torna alatt jelentős hírnévre tett szert. 1208-ban a Szentföldről kérés érkezett II. Fülöp Ágosthoz, hogy jelölje ki egyik nemesurát a Jeruzsálemi Királyság örökösnőjének, Máriának férjéül, és a király Jánost választotta, ígérve, hogy támogatja majd jeruzsálemi uralkodásában. 1210-ben létre is jött a frigy, János pedig Mária révén uralkodhatott a jeruzsálemi keresztes államon. Itt 1211-ben hatéves fegyverszünetet kötött a szeldzsuk szultánnál. 
1212-ben elhunyt felesége, aki egy leányt (Izabella Jolán) hagyott maga után. János hamarosan újra nősült, arája az örmény Stefánia hercegnő volt. Az ötödik keresztes hadjáratban (1218–1221) sajnálatos módon háttérbe szorította őt a pápai legátus, és tanácsa ellenére nem kötötte meg a Damiettánál vívott győztes csata után a szultán által felajánlott kedvező békét, így a hadjárat elbukott. Ezután a király nyugatra indult, hogy segítséget kerítsen. 1223-ban találkozott III. Honoriusz pápával és II. Frigyes császárral, aki eljegyezte lányát, a királyság örökösét, Izabellát. Itália után Franciaországba és Angliába utazott, ám nem kapott támogatást. Később Santiago de Compostelába zarándokolt, ahol elvette új feleségét, Kasztíliai Berengáriát. Innen német területekre, majd ismét Rómába látogatott (1225), ahol II. Frigyes, immár a veje, követelte, hogy mondjon le javára a Jeruzsálemi Királyságról. A hetvenes éveiben járó száműzött király ezt meg is tette, de még elég aktív volt ahhoz, hogy bosszút álljon: a hatodik keresztes hadjárat (1228–1229) pápai csapatait Frigyes távollétében annak dél-itáliai birtokai ellen vezette.

## A Latin Császárság ura
Jánosnak a Konstantinápolyi Latin Császárság bárói ajánlották a trónt azzal a feltétellel, hogy II. Baldvin elveszi másodszülött lányát, és ő lesz az örökös. Kilenc éven át ült régensként a császári trónon, és 1235-ben maroknyi emberével visszavetette a nikaiai és bolgár ostromlókat. 1237-ben hunyt el egy ferences rendi szerzetes csuhájában. Tipikus kóbor lovag volt, mindig pénztelen, kissé papucsférj, akit kalandozásai két ország trónjára is eljuttattak. Noha nagy reményeket fűztek hozzá, a birodalmat ő sem tudta megmenteni a hanyatlástól, csak a végső bukást késleltette.

## Gyermekei
- 1. feleségétől, I. Mária (1192–1212) jeruzsálemi királynőtől, 1 leány:
  - Izabella Jolán (1212–1228), II. Izabella néven jeruzsálemi királynő,  férje II. Frigyes német-római császár (1194–1250), 2 gyermek, többek között:
    - Hohenstaufen Konrád (1228–1254), II. Konrád néven jeruzsálemi, I. Konrád néven szicíliai és IV. Konrád néven német király
- 2. feleségétől, Stefánia (1195 után–1220) örmény királyi hercegnőtől, I. Leó örmény király lányától, 1219–1220, örmény trónkövetelőtől, 1 fiú
  - János (1216–1220) jeruzsálemi királyi herceg
- 3. feleségétől, Berengária (1204–1237) kasztíliai és leóni hercegnőtől, Berengária kasztíliai királynőnek és IX. Alfonz leóni királynak a lányától, 4 gyermek:
  - Mária (1225–1275), férje II. Baldvin (1218–1273) konstantinápolyi latin császár, 2 fiú, többek között:
    - Courtenay Fülöp (1243–1283) címzetes konstantinápolyi latin császár

  - Alfonz (–1270), Eu grófja, felesége Lusignan Mária (1223 körül–1260), Eu grófnője, 2 gyermek
  - Lajos (–1297), Beaumont-en-Maine algrófja, felesége Beaumont-i Ágnes (–1301), 7 gyermek, többek között:
    - Brienne-i Margit (–1328), férje VII. Bohemond (1260–1287) antichiai herceg, Tripoli grófja, gyermekek nem születtek
    - Brienne-i Mária (–1328), férje III. Henrik mayenne-i úr (–1301), 6 gyermek

  - János (–1296), Franciaország udvarnagya, 1. felesége Coucy Mária skót királyné,[1] 2. felesége Châteauduni Johanna (–1265), második feleségétől 1 leány